# Тип 59 (китайски танк)
Тип 59 (китайско индустриално название: WZ120) е китайски основен боен танк, почти директно копие на съветския Т-54А. Прозводството му започва през 1958 и е въведен в експлоатация през 1959. До приключване на производството му през 80-те години са конструирани около 10 000 машини. На въоръжение в китайската армия са около 5000, повечето от модернизираните варианти Тип 59-I и Тип 59-II.

## История
След като СССР и Китай подписват договор за приятелство между двете нации, започва усилен обмен на технологии, главно от Москва към Пекин. В това число са и доставките на съветски въоръжения. През 1956 година руснаците построяват танков завод във Вътрешна Монголия, за да започне производството на Т-54А с внесени от СССР части. Китайското копие на танка получава означението Тип 59 и влиза на въоръжение в Народната освободителна армия през 1959. След граничния сблъсък между двете страни, китайците пленяват танк Т-62 и модифицират своите Тип 59 с неговите нововъведения и така е създаден по-модерният Тип 69. По-късно е направена модернизация на Тип 69 със западни части, и новият танк е наречен Тип 79. Днес Тип 59 се изтегля от употреба и се заменя с модерните Тип 96 и 99.

## Описание
На практика танкът е идентичен с Т-54А, но има няколко съществени разлики. Това с липсата на инфрачервения далекомер и стабилизатор на оръдието. Тип 59 е конструиран по стандартната компоновъчна схема – двигател в задната част на корпуса, бойно отделение – в предната и купол. Танкът е леко брониран за съвременните стандарти. Челната броня е 100 мм, задната – до 40 мм, при купола тя е от 39 до 203 мм. Основното въоръжение е 100-мм нарезно оръдие със стандартен боекомплект от 34 снаряда. Допълнителните картечници са общо три – една 7,62-мм картечница, сдвоена с оръдието; една 12,7-мм картечница на покрива на купола, както и още една 7-62-мм картечница, с която един от членовете на екипажа може да стреля през малък отвор в предната част на бронята. Боекомплектът от 12,7-мм патрони е 200, а от 7,62-мм – 3500 патрона. Двигателят е с мощност 520 к.с., а съотношението мощност/тегло – 14,5 к.с./тон. Вътрешният резервоар за гориво има обем от 815 литра, което позволява преход до 430 км. С два допълнителни 200-литрови резервоара преходът се увеличава до около 600 км.

## Варианти

### Великобритания
- Тип 59 – британска модификация със 105-мм оръдие L7.
- Тип 59 Марксман – Тип 59, въоръжен с две 35-мм автоматични оръдия за целите на ПВО.

### Иран
- Т-72З Сафир-74 – иранска модернизация с реактивна броня, нов двигател на Т-72 с мощност 780 к.с. и оръдие М68 с калибър 105 мм, същото като на М1А1 Ейбрамс.

### Китай
- Тип 59 – базов модел; директно копие на Т-54А, но без инфрачервен сензор.
- Тип 59-I – ранна модернизация със 100-мм нарезно оръдие, инфрачервен далекомер, хидравлична сервосистема, проста система за управление на огъня, автоматична система за прикриване на огъня, гумени бордове, както и различни видове броневи конфигурации.
- Тип 59-II – по-късна модернизация със 105-мм нарезно австрийско оръдие Тип 81 (копие на британското L7), ново радио, нова система за прикриване на огъня. В производство от 1982 до 1985.
- Тип 59-IIA – Тип 59-II с композитна броня на челната страна и купола. Съществува в основна разновидност, команден и инженерен танк.
- Тип 59D – съвременна модернизация, която има за цел да осигури на танка добри бойни възможности по стандартите на днешните и бъдещите танкови сражения. Снабден е с ново поколение реактивна броня, ново оръдие, системи за нощно виждане, и модерна СУО. Освен това е добавен и нов двигател с по-малък разход на гориво и мощност от 580 к.с.
- Тип 59 Gai – прототипен модел за изпробване на западни танкови технологии върху китайските танкове.
- Тип 62 – лек танк, на практика умален модел на Тип 59 и с по-опростено оборудване, по-малко оръдие (85 мм) и други.
- Тип 69/79 – модернизиран вариант на Тип 59, с малко бройки в експлоатация в Китай, но широко изнасян по света.
- Тип 73 – влекач без купол, с една 12,7-мм картечница.

### Северна Корея
- Коксан – тежко 170-мм артилерийско оръдие, монтирано на шаси от Тип 59.

### Пакистан
- Ал-Зарар – Тип 59 с множество модернизации – 125-мм гладкостволно оръдие с всички видове снаряди, 730 к.с. двигател, ново окачване, реактивна броня и противоминна защита.

### Судан
- Ал-Зубаир – судански вариант на Тип 59-I с реактивна броня и стоманени бронирани бордове.
- Ал-Зубаир-2 – суданска модернизация на Тип 59D с ново поколение реактивна броня и стоманени бронирани бордове, димни гранатомети и други.

## Оператори
- Афганистан – 100
- Бангладеш – 80 (вкл. Тип 69)[1]
- Виетнам – 350[1]
- Замбия – 20[1]
- Зимбабве – 30[1]
- Иран – 220 (вкл. местните варианти)[2]
- Камбоджа – 200[1]
- Китай – 5500[1] (според други източници ок. 6000)
- Северна Корея – 175 (+ над 20 Коксан)
- Демократична република Конго – 20[1]
- Република Конго – 15[1]
- Пакистан – 1200 (вкл. около 350 Ал-Зарар)[1]
- Судан – 10 (+ неизвестен брои местни варианти)[1]
- Тайланд – 158
- Танзания – 30[1]
- Шри Ланка – ок. 100

### Бивши
- Албания – общо 721 доставени, всички изтеглени от експлоатация или дадени за скрап.
- Ирак – около 1500 танка от всички варианти през 1990, всички унищожени или дадени за скрап.